# Englische Badmintonmeisterschaft 1972
Die Englische Badmintonmeisterschaft 1972 fand bereits vom 10. bis zum 12. Dezember 1971 in der University of Sussex in Brighton statt. Es war die neunte Austragung der nationalen Titelkämpfe von England im Badminton.	

## Titelträger
| Disziplin    | Gold                       | Silber                      |
| ------------ | -------------------------- | --------------------------- |
| Herreneinzel | Derek Talbot               | Ray Stevens                 |
| Dameneinzel  | Margaret Beck              | Gillian Gilks               |
| Herrendoppel | Elliot Stuart Derek Talbot | Ray Stevens Mike Tredgett   |
| Damendoppel  | Judy Hashman Gillian Gilks | Margaret Beck Julie Rickard |
| Mixed        | Derek Talbot Gillian Gilks | David Eddy Margaret Beck    |

## Finalresultate
| Disziplin    | Sieger                     | Finalist                    | Ergebnis    |
| ------------ | -------------------------- | --------------------------- | ----------- |
| Herreneinzel | Derek Talbot               | Ray Stevens                 | 15-11, 15-6 |
| Dameneinzel  | Margaret Beck              | Gillian Gilks               | 12-10, 11-8 |
| Herrendoppel | Elliot Stuart Derek Talbot | Ray Stevens Mike Tredgett   | 15-8, 15-10 |
| Damendoppel  | Judy Hashman Gillian Gilks | Margaret Beck Julie Rickard | 15-8, 15-8  |
| Mixed        | Derek Talbot Gillian Gilks | David Eddy Margaret Beck    | 15-6, 15-8  |